# Русудан (дочь Георгия III)
Русуда́н (груз. რუსუდანი; греч.  Ρουσουδάν; ок. 1158/1160 — нач. XIII века) — грузинская царевна из династии Багратионов, младшая дочь царя Грузии Георгия III и его супруги Бурдухан. Старшей сестрой ей приходилась царица Тамара, которая была наследницей отца на грузинском престоле.

## Биография
Вышла замуж, по-видимому, в 1177 году, за севастократора Мануила Комнина — старшего сына Андроника I (византийского императора в 1183—1185 годах). У Мануила и Русудан было два сына: Алексей и Давид (ок. 1184—1212).
После изгнания и убийства Андроника его сын Мануил был ослеплён и, вероятно, умер от нанесённых увечий. По слухам, Русудан бежала из Константинополя с сыновьями и нашла убежище в Грузии, или бывшем тогда византийской провинцией Понте.
Пока участники Четвёртого крестового похода в течение 1203 и 1204 годов располагались лагерем у Константинополя (а позднее брали город), Тамара в апреле 1204 года отправила грузинские войска на помощь своим племянникам (Алексею и Давиду) взять под контроль Понт. В соединении с другими их завоеваниями это стало основой Трапезундской империи.